# Književnost u 1608.
◄◄ | ◄ | 1605. | 1606. | 1607. | 1608.  | 1609. | 1610. | 1611. | ► | ►►
Arhitektura • Astronomija • Glazba • Kazalište • Kiparstvo • Knjige • Književnost • Kršćanstvo • Medicina • Politika • Pravo • Promet • Slikarstvo • Znanost
Književnost u 1608.

## Svijet

### Rođenja
- John Milton, engleski književnik († 1674.)

## Vanjske poveznice
|  | Zajednički poslužitelj ima još gradiva o temi Književnost u 1608. |